# Liste der Torschützenkönige der Copa América
Die Liste der Torschützenkönige der Copa América umfasst alle Torschützenkönige des bis 1967 als Campeonato Sudamericano ausgetragenen Wettbewerbs.
Die meisten Titel des Torschützenkönigs errang der Uruguayer Pedro Petrone mit drei Titeln, der auch als einziger Spieler einmal seinen Titel aus dem Vorjahr verteidigen konnte. Die meisten Tore innerhalb einer Meisterschaft gelangen dem Brasilianer Jair Rosa Pinto, dem Argentinier Humberto Maschio und dem Uruguayer Javier Ambrois die 1949 bzw. 1957 jeweils neun Tore erzielten. Rekordtorschützen der Copa América sind der Argentinier Norberto Méndez und der Brasilianer Zizinho mit jeweils 17 Toren.

## Torschützenkönige
| Jahr | Spieler                                                                         | Tore |
| ---- | ------------------------------------------------------------------------------- | ---- |
| 1916 | Isabelino Gradín                                                                | 3    |
| 1917 | Ángel Romano                                                                    | 4    |
| 1919 | Arthur Friedenreich Neco                                                        | 4    |
| 1920 | Ángel Romano José Pérez                                                         | 3    |
| 1921 | Julio Libonatti                                                                 | 3    |
| 1922 | Julio Francia                                                                   | 4    |
| 1923 | Pedro Petrone Vicente Aguirre                                                   | 3    |
| 1924 | Pedro Petrone                                                                   | 4    |
| 1925 | Manuel Seoane                                                                   | 6    |
| 1926 | David Arellano                                                                  | 7    |
| 1927 | Roberto Figueroa Héctor Scarone Pedro Petrone Alfredo Carricaberry Segundo Luna | 3    |
| 1929 | Aurelio González                                                                | 5    |
| 1935 | Herminio Masantonio                                                             | 4    |
| 1937 | Raúl Toro                                                                       | 7    |
| 1939 | Teodoro Fernández                                                               | 7    |
| 1941 | Juan Marvezzi                                                                   | 5    |
| 1942 | Herminio Masantonio José Manuel Moreno                                          | 7    |
| 1945 | Heleno de Freitas Norberto Méndez                                               | 6    |
| 1946 | José María Medina                                                               | 7    |
| 1947 | Nicolás Falero                                                                  | 8    |
| 1949 | Jair Rosa Pinto                                                                 | 9    |
| 1953 | Francisco Molina                                                                | 7    |
| 1955 | Rodolfo Micheli                                                                 | 8    |
| 1956 | Enrique Hormazábal                                                              | 4    |
| 1957 | Javier Ambrois Humberto Maschio                                                 | 9    |

| 1959                                | Pelé                                              | 8 |
| 1959 (II)                           | José Sanfilippo                                   | 6 |
| 1963                                | Carlos Alberto Raffo                              | 6 |
| 1967                                | Luis Artime                                       | 5 |
| 1975                                | Leopoldo Luque Ernesto Díaz                       | 4 |
| 1979                                | Jorge Peredo Eugenio Morel                        | 4 |
| 1983                                | Jorge Burruchaga Roberto Dinamite Carlos Aguilera | 3 |
| 1987                                | Arnoldo Iguarán                                   | 4 |
| 1989                                | Bebeto                                            | 6 |
| 1991                                | Gabriel Batistuta                                 | 6 |
| 1993                                | José Dolgetta                                     | 4 |
| 1995                                | Gabriel Batistuta Luis García Postigo             | 4 |
| 1997                                | Luis Hernández                                    | 6 |
| 1999                                | Ronaldo Rivaldo                                   | 5 |
| 2001                                | Víctor Aristizábal                                | 6 |
| 2004                                | Adriano                                           | 7 |
| 2007                                | Robinho                                           | 6 |
| 2011                                | Paolo Guerrero                                    | 5 |
| 2015                                | Paolo Guerrero Eduardo Vargas                     | 4 |
| 2016                                | Eduardo Vargas                                    | 6 |
| 2019                                | Everton Paolo Guerrero                            | 3 |
| 2021                                | Luis Díaz Lionel Messi                            | 4 |
| 2024                                | Lautaro Martínez                                  | 5 |
| Jeweils auch Copasieger Rekordmarke |                                                   |   |

### Ranglisten
| Rang | Spieler             | Titel |
| ---- | ------------------- | ----- |
| 1    | Paolo Guerrero      | 3     |
|      | Pedro Petrone       | 3     |
| 3    | Ángel Romano        | 2     |
|      | Herminio Masantonio | 2     |
|      | Gabriel Batistuta   | 2     |
|      | Eduardo Vargas      | 2     |

| Rang | Land        | Titel |
| ---- | ----------- | ----- |
| 1    | Argentinien | 20    |
| 2    | Uruguay     | 14    |
| 3    | Brasilien   | 12    |
| 4    | Chile       | 7     |
| 5    | Kolumbien   | 4     |
|      | / Peru      | 4     |
| 7    | Mexiko      | 2     |
|      | / Paraguay  | 2     |
| 9    | Ecuador     | 1     |
|      | Venezuela   | 1     |